# Smithfield (Londres)

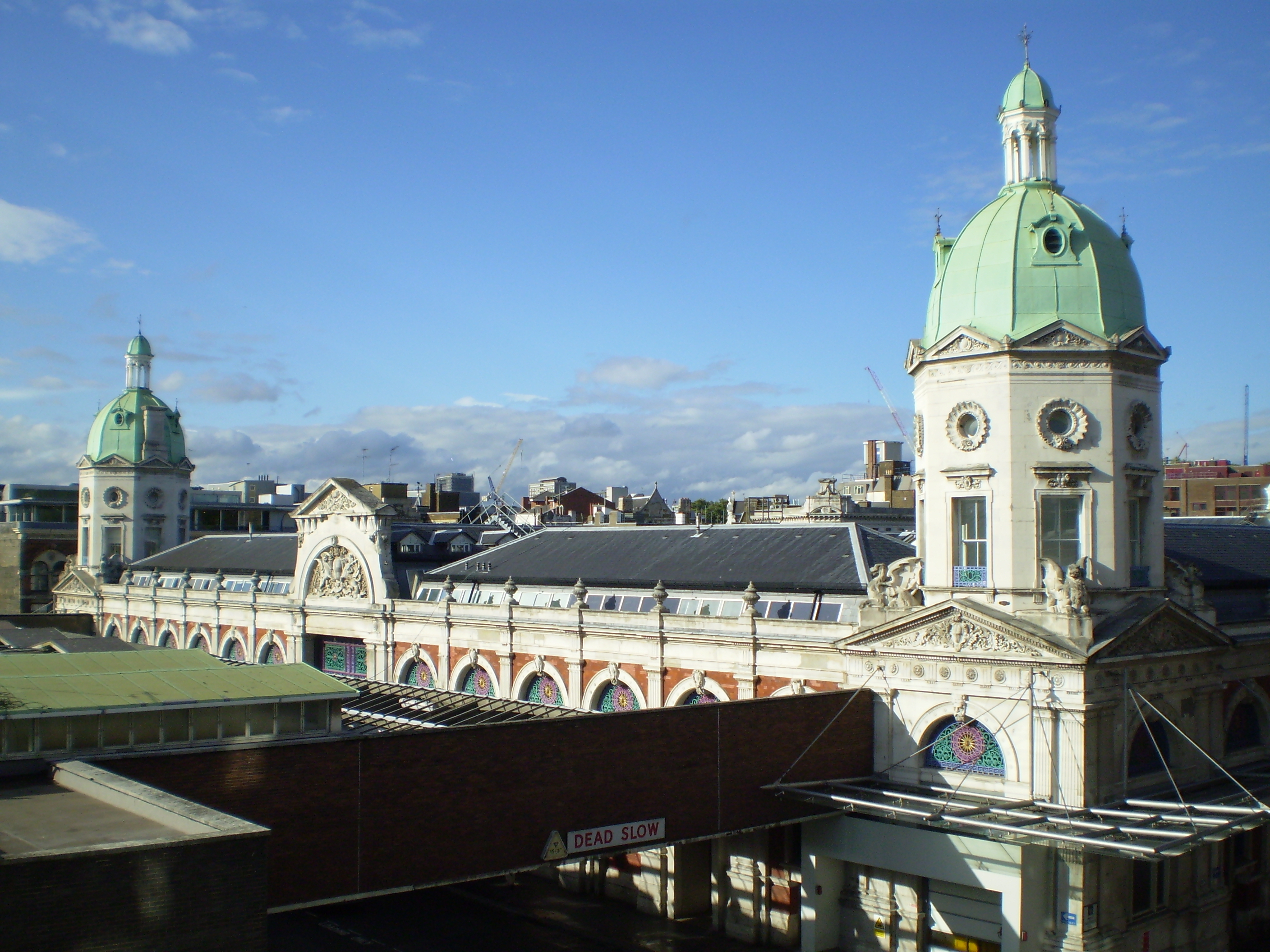
Le marché de Smithfield à Londres, vu d’un immeuble voisin.

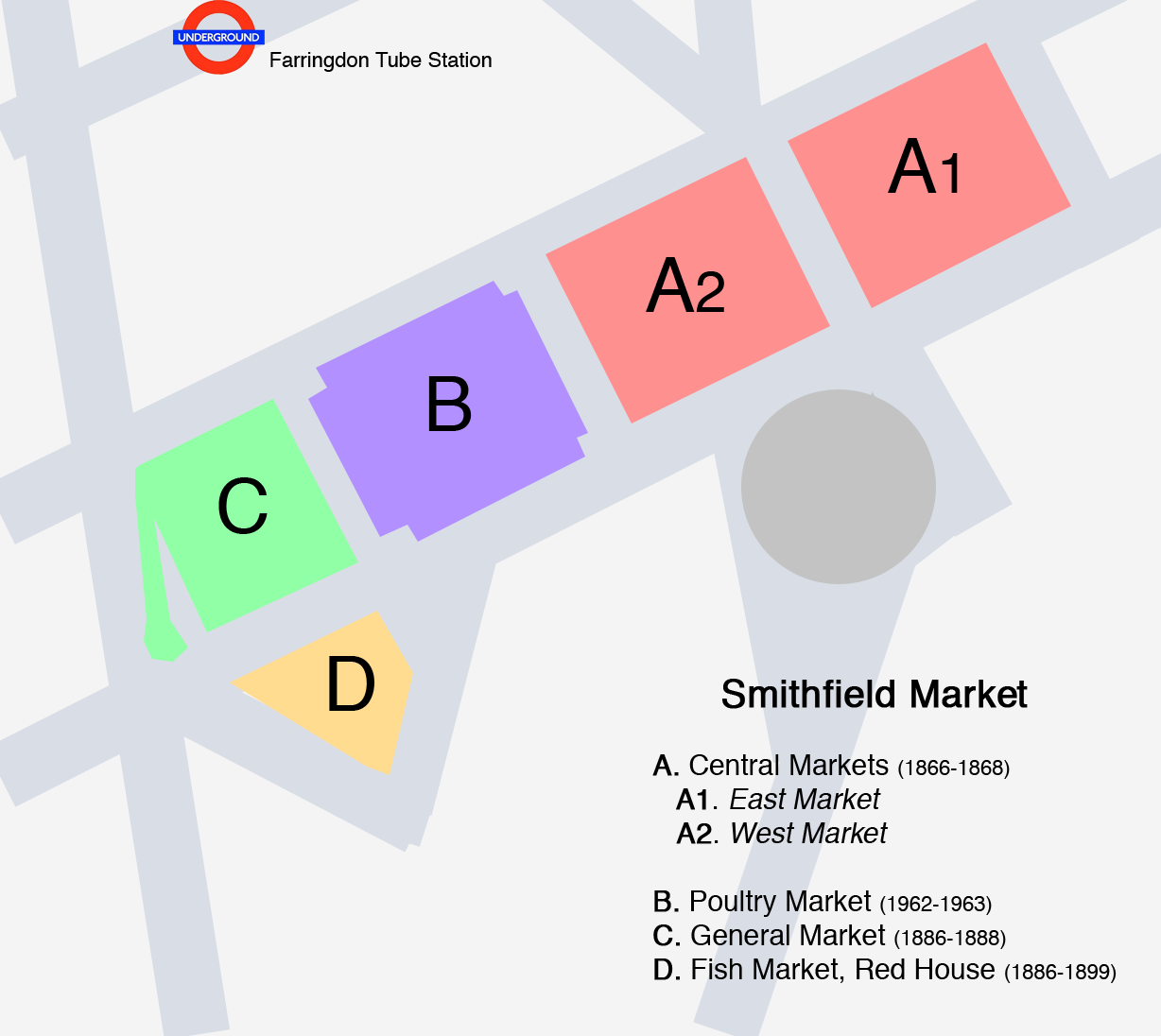
Plan du marché de Smithfield.

Smithfield est un quartier du nord-ouest de la cité de Londres, dans le quartier (ward) de Farringdon Without (en). (Ne pas confondre avec East Smithfield (en), à l'est de la Cité.)
La localité est principalement connue pour son marché vieux de plusieurs siècles, consacré à la viande, et qui est aujourd’hui le dernier marché de commerce de gros de Londres.
Diverses institutions importantes de la Cité sont situées dans la localité, comme les vénérables compagnies des Chemisiers et des Bouchers, les églises de St Bartholomew-the-Great et de St Bartholomew-the-Less (en) et le St Bartholomew's Hospital.

## Toponymie
L'origine de son nom est curieuse. En effet, la deuxième partie, field , signifie « champ » en anglais. Mais la première partie n'est pas dérivée du mot forgeron (smith en anglais). En fait, c'est une distorsion du mot smooth (lisse). Donc ce nom signifie « champ lisse », en référence à son terrain.

## Situation
On y trouve plusieurs stations de métro : Farringdon, Barbican au nord-est, St Paul au sud.

## Histoire
Après la grande peste (environ 1347-1352), ce quartier accueillit un couvent de chartreux. Smithfield a une histoire sanglante d'exécutions de catholiques, de puritains protestants considérés comme hérétiques et d'opposants politiques, parmi lesquels des figures historiques majeures comme le patriote écossais Sir William Wallace, le meneur de la révolte des paysans Wat Tyler et une longue liste de réformistes religieux.
Aujourd'hui, Smithfield est dominée par le Smithfield General Market, l'imposant marché couvert imaginé par l’architecte victorien Sir Horace Jones dans la seconde moitié du XIXe siècle. Certains des bâtiments d'origine ont été abandonnés et menacés de destruction, mais ils ont été sauvés consécutivement à une enquête publique et vont faire partie d’un nouveau plan urbain de développement visant à préserver l’identité historique de la zone.
En mars 2015, le Museum of London, installé au 150 London Wall du Barbican, a annoncé le projet de déménagement du musée dans le West Smithfield Market, Le site du Barbican a accueilli son dernier visiteur le 4 décembre 2022 ; il se prépare pour le déménagement,. La pierre de fondation pour le nouveau site de West Smithfield a été dévoilée le 16 octobre 2023, et la réouverture du musée sur le nouveau site est toujours prévue pour 2026. Le musée occupera le General Smithfield market et l'annexe (ancien Fish market), deux bâtiments inutilisés depuis plusieurs années à l'extrémité ouest du site entre le Poultry Market et Farringdon Street. Le marché de viandes en gros continuera à occuper les trois bâtiments restants : le Poultry Market, East Market et West Market (situés entre West Poultry Avenue et Lindsey Street).

Smithfield Market
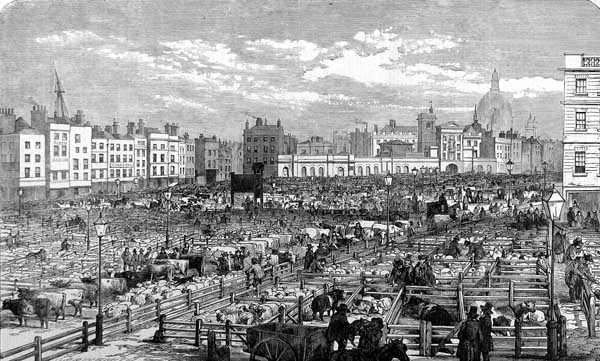
1855 : dernier jour de l'Old Smithfield
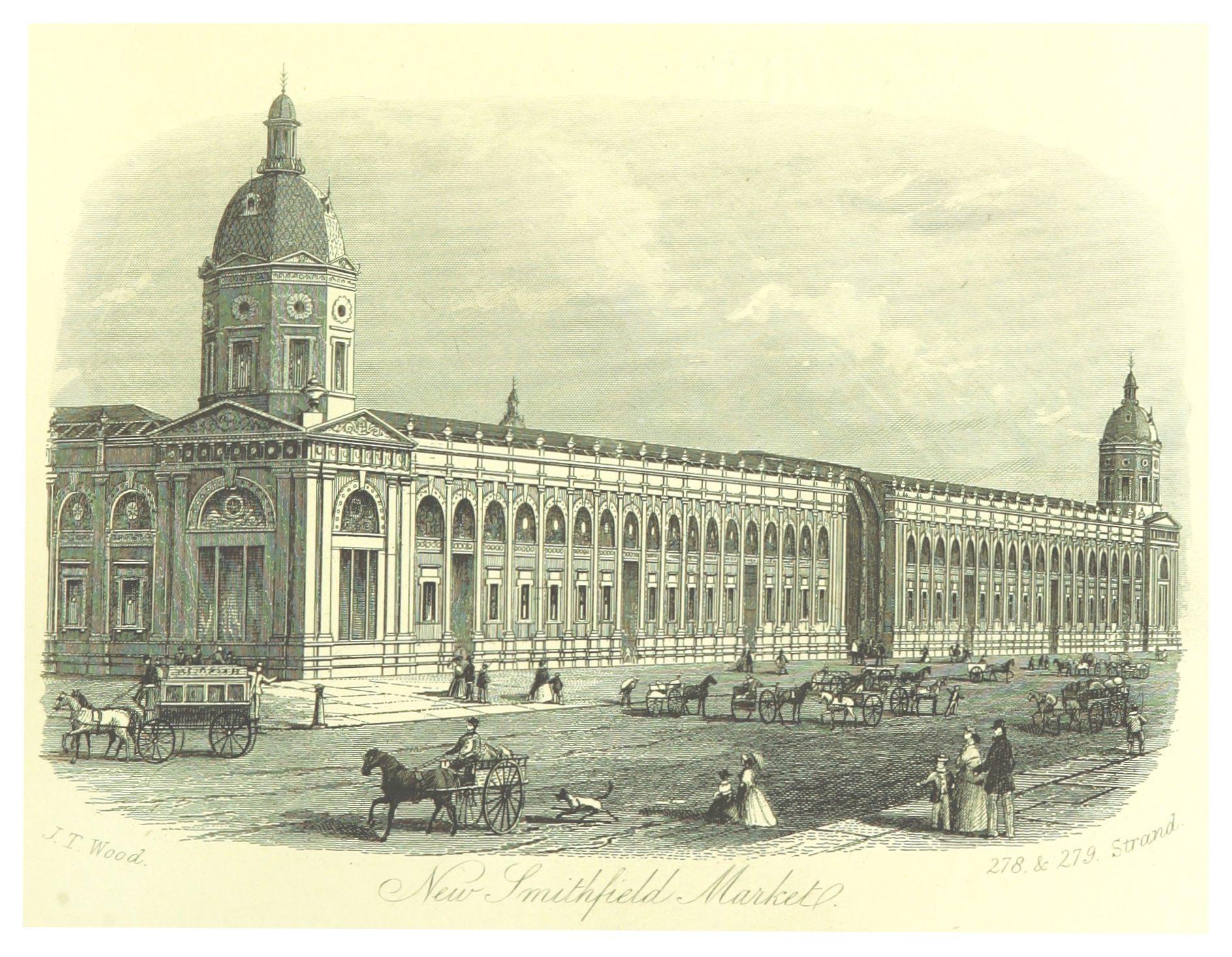
1872 : nouveau Smithfield Market
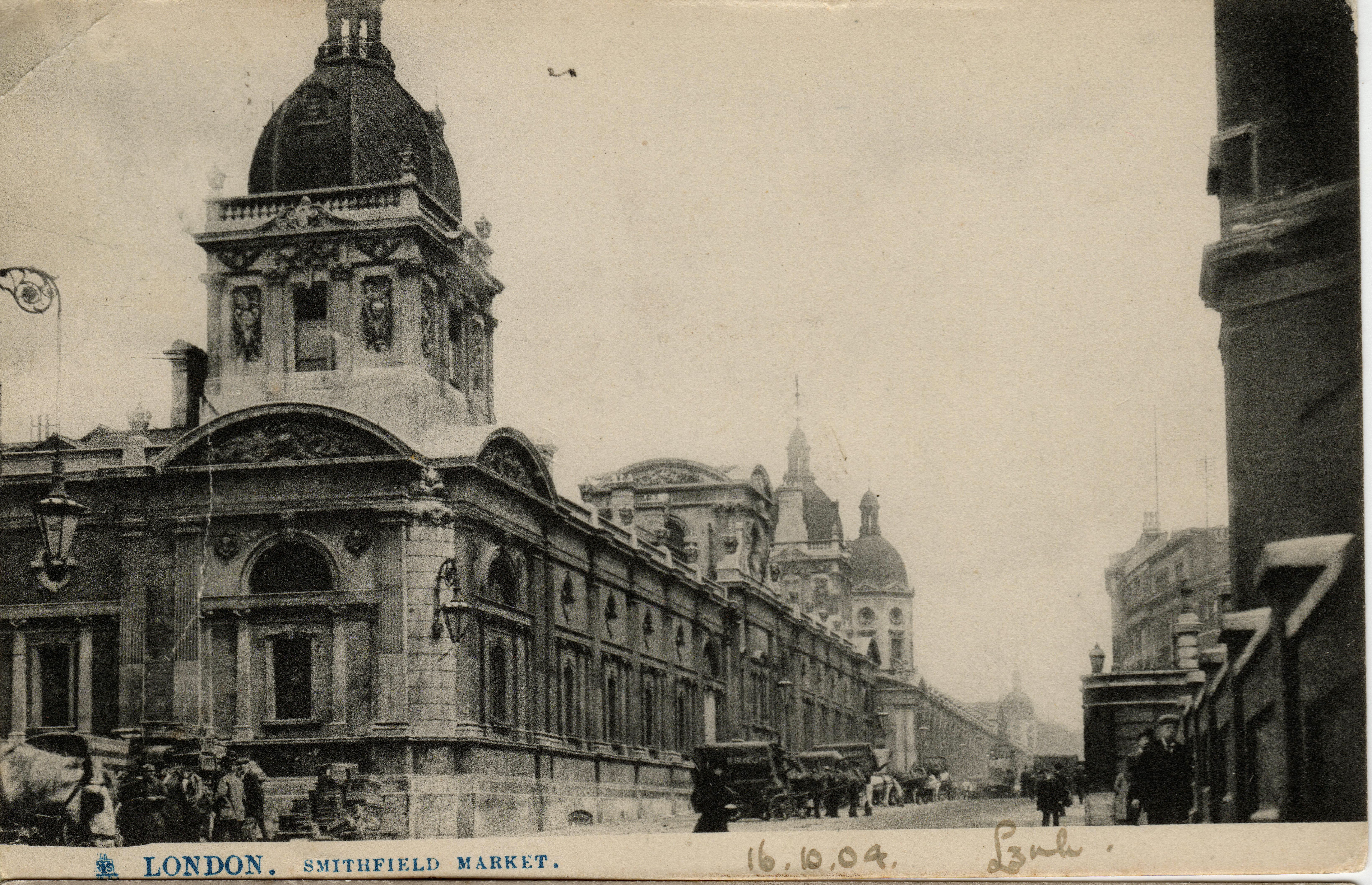
1904
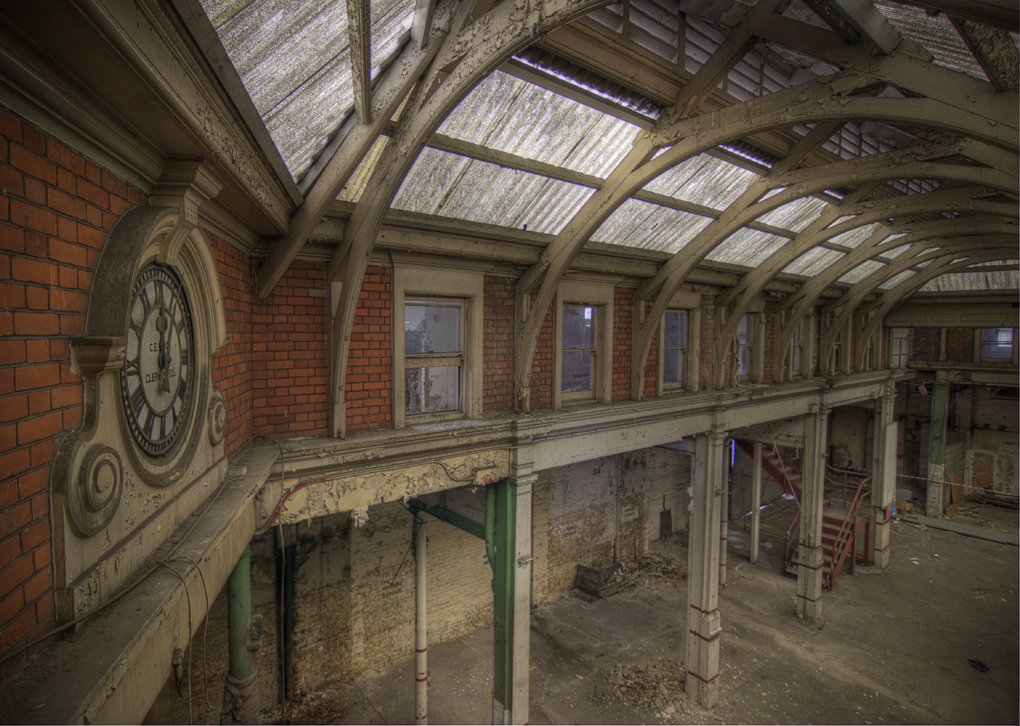
2010, l'intérieur
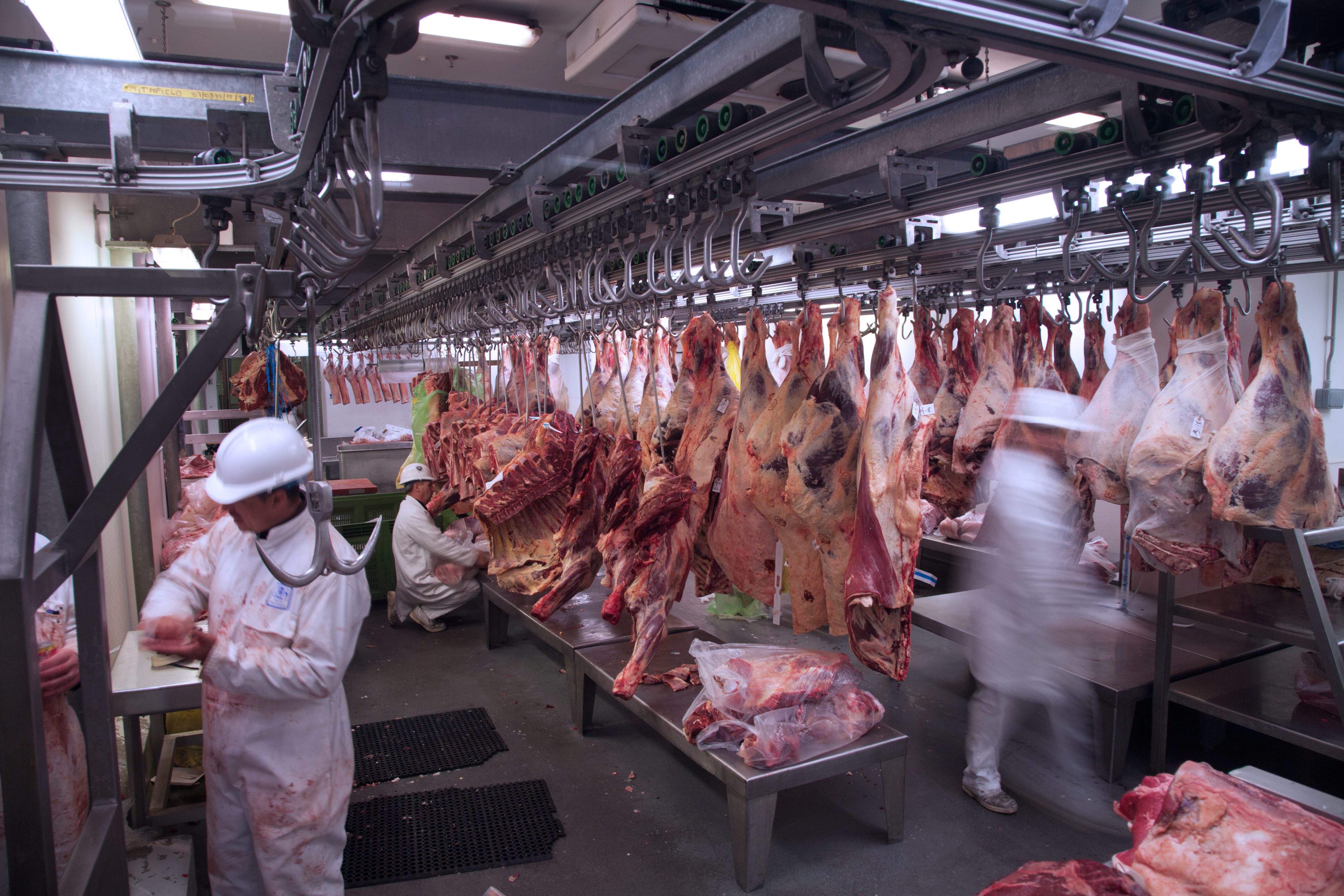
2010
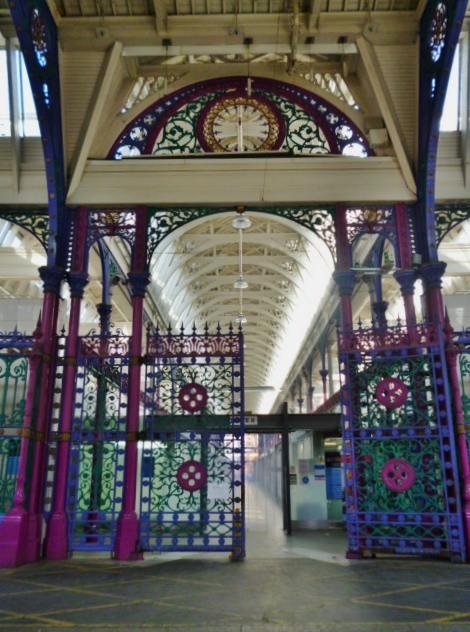
2013, entrée sur la Grand Avenue
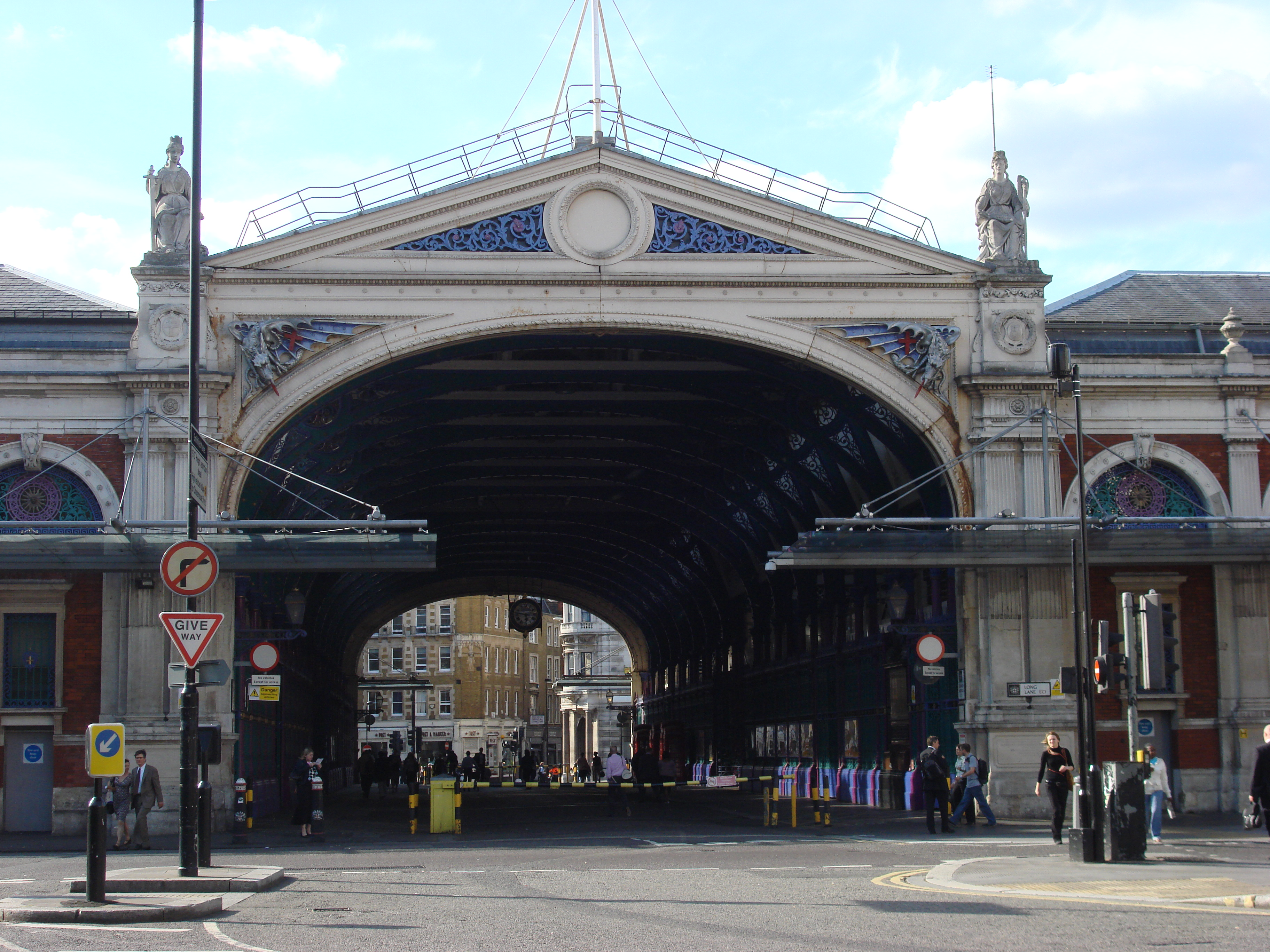
Grand Avenue
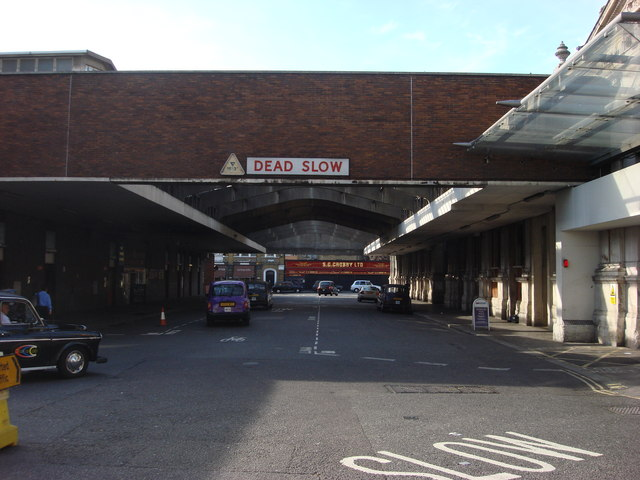
East Poultry Avenue
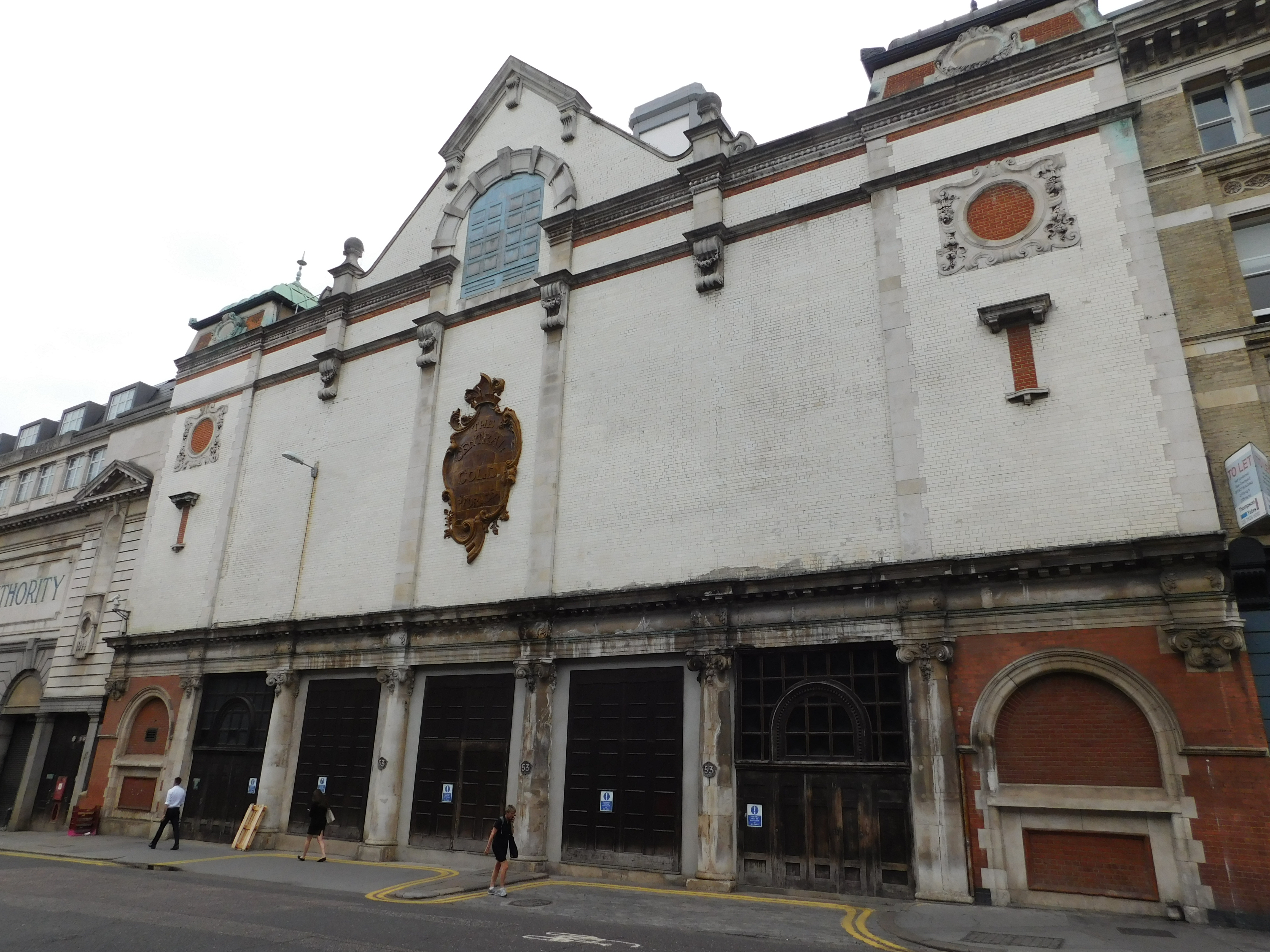
Chambre de froid (Central Cold Storage), 51-53 Charterhouse Street
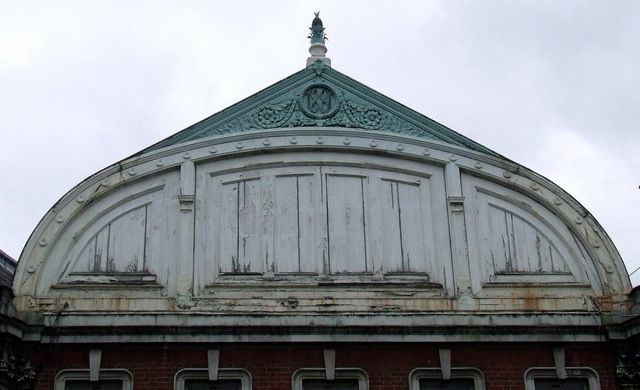
2012
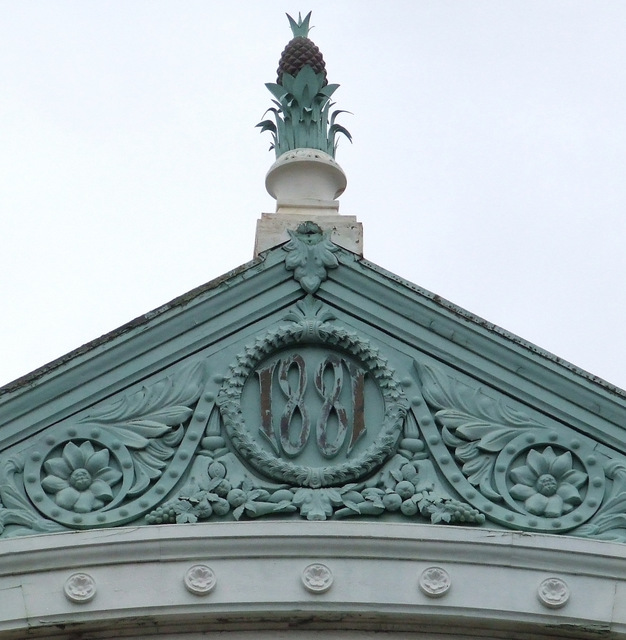
Daté 1881
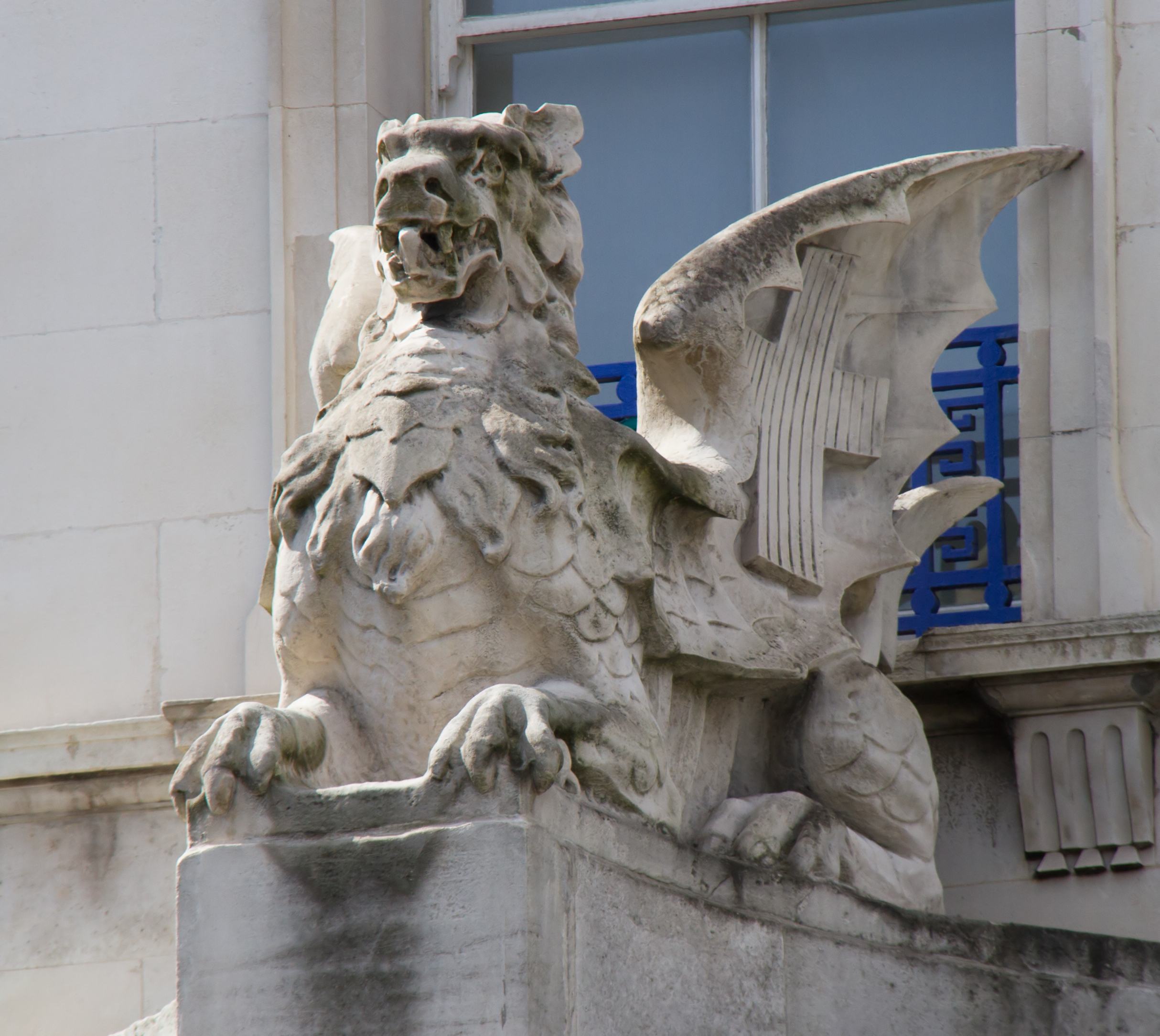
Here be dragons
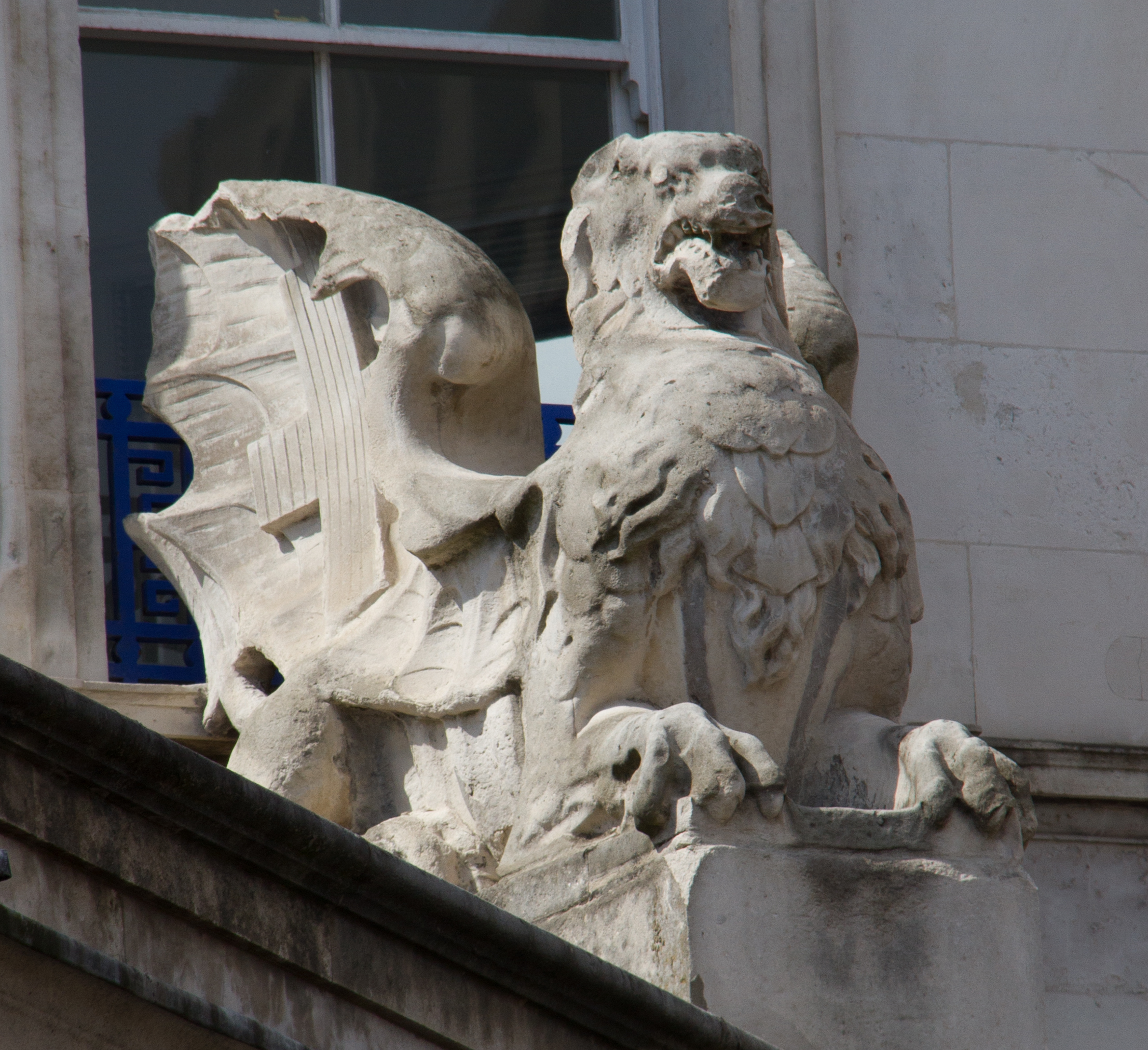
Here be dragons
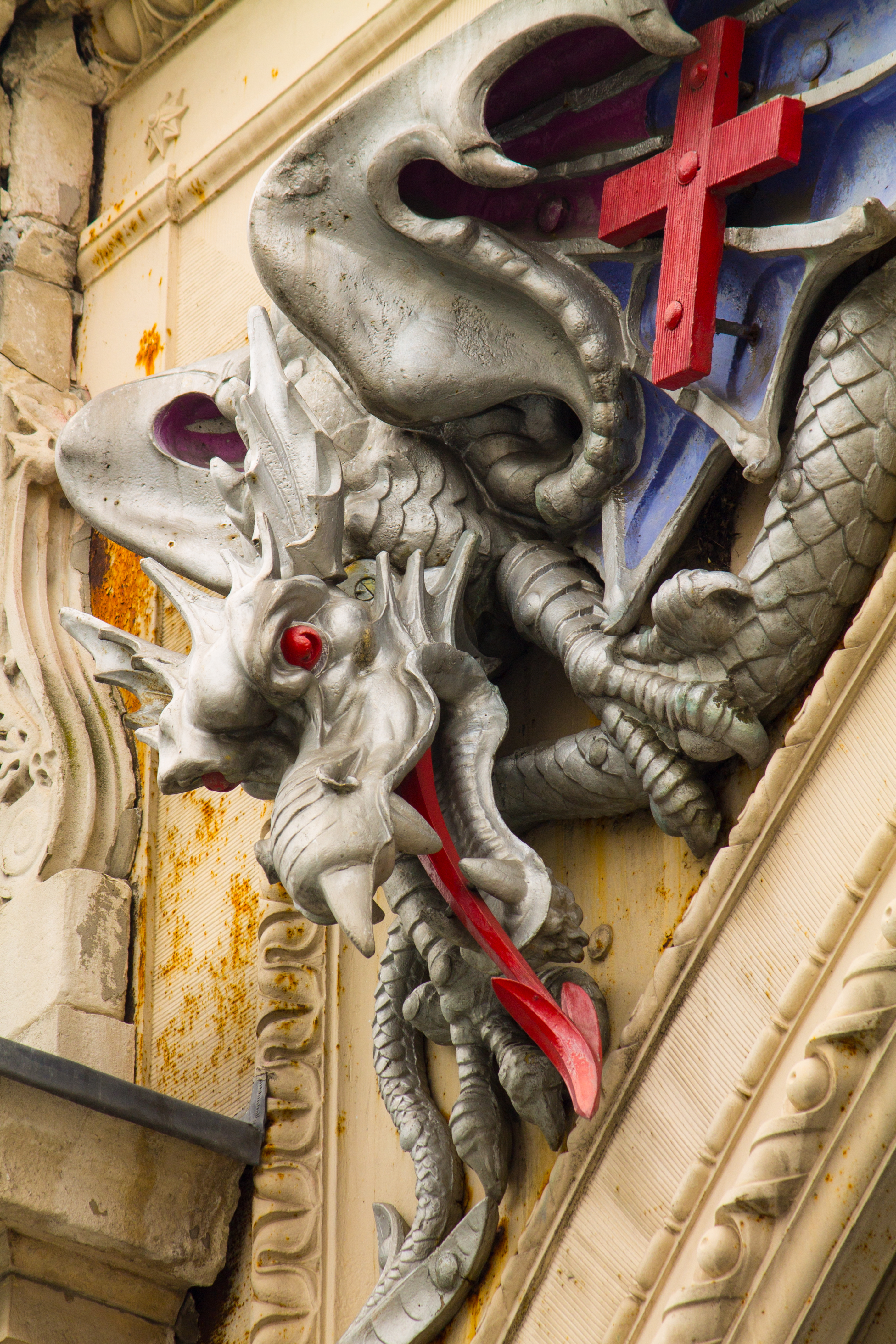
Here be dragons too